# Glaciar Uspallata
El glaciar Uspallata (del inglés: Northeast Glacier) es un glaciar de la Antártida que se halla ubicado al este de la bahía Margarita, frente al islote Barry y al noreste de la isla Stonington (motivo por el cual recibe su denominación en inglés, Northeast Glacier), en la península Antártica.
Es un glaciar de desbordamiento que forma un valle de unos 20 km de longitud. En sus zonas más profundas alcanza alturas de entre 1.500 a 550 m sobre el nivel del mar. Junto al glaciar McClary forman una pared de hielo de 12 km que se extiende desde cabo Calmette hasta la punta Cuatro Romano. El espesor del hielo en esta pared varía entre 80 y 200 m. La velocidad de avance hacia el mar varía entre menos de 10 m/año cerca del islote Barry hasta 150 m/año en su parte central.
Ubicado en cercanías de la Base San Martín del Ejército Argentino, el glaciar se encuentra condiciones para recibir aeronaves DHC Twin Otter (o aeronaves de tamaño similar) de la Fuerza Aérea Argentina con esquíes durante todo el año.